# Johann Evangelist Fuß

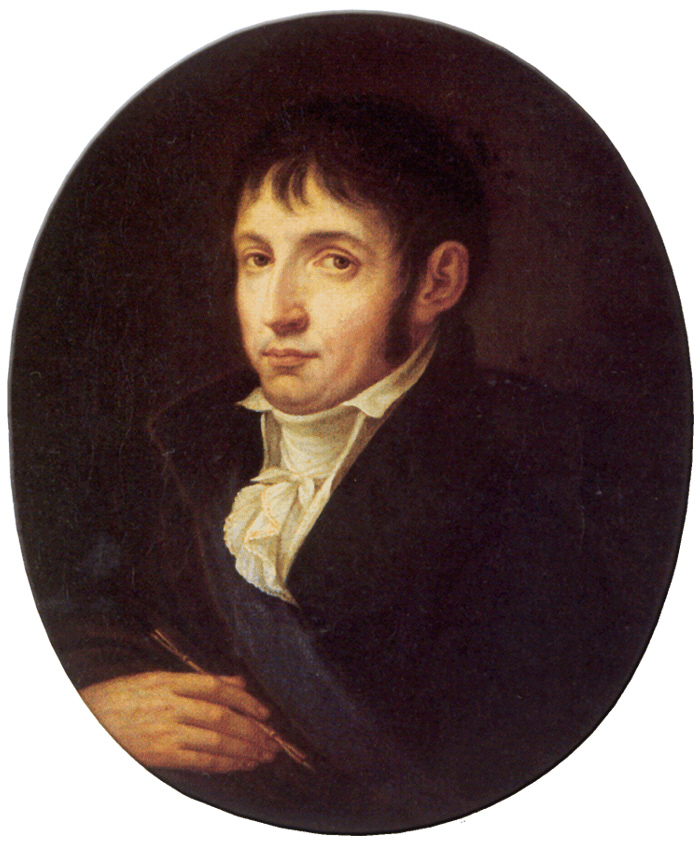
Johann Evangelist Fuß

Johann Evangelist Fuß (ungarisch: János Fusz) (* 15. Juni, getauft am 16. Juni 1777 in Tolna, Ungarn; † 9. März 1819 in Buda) war ein ungarischer Komponist und Kapellmeister.

## Leben
Fuß war ab 1801 Klavierlehrer in Preßburg, studierte später bei Johann Georg Albrechtsberger in Wien und kehrte 1806 nach Preßburg zurück. Durch Vermittlung seines Freundes Joseph Krüchten wurde am 19. März 1806 in Ofen Musik von Fuß im Rahmen einer Festveranstaltung zum Namenstag des Erzherzogpalatins Joseph aufgeführt, bei der auch zwei Freundinnen Beethovens mitwirkten – die Schwestern Josephine Brunsvik und Therese Brunsvik. Beethoven selbst hatte die Komposition der Festmusik abgelehnt.
Etwa von 1812 bis 1815 wirkte er erneut in Wien, wo er nun auch mit Beethoven verkehrte. Am 8. Dezember 1812, unmittelbar nach einem Besuch bei Beethoven, berichtete er dem Verlag Breitkopf & Härtel von einem Gespräch mit dem Komponisten über dessen 7. Sinfonie sowie die 8. Sinfonie, die beide noch nicht im Konzert erklungen waren. Anschließend lebte er wieder überwiegend in Preßburg.
Fuß war vorübergehend anscheinend in finanziellen Schwierigkeiten, denn im Februar 1816 erschien in Wien eine Anzeige, in der „Johann Fuß aus Pressburg, Kompositeur und Kapellmeister, wohnhaft am Fischplatz Nro. 759“, Abschriften seiner Oper Romulus und Remus zum Verkauf anbietet. Von Preßburg aus berichtete er auch verschiedentlich für die Leipziger Allgemeine musikalische Zeitung, so im Februar 1816 über den angesehenen Preßburger Musikpädagogen Heinrich Klein. Im selben Jahr übernahm er den Posten des Kapellmeisters am Theater in Preßburg. 
Die Oper Romulus und Remus nach einem Libretto von Georg Friedrich Treitschke gehörte zu seinen bekanntesten Werken. Ursprünglich hatte Treitschke das Libretto Beethoven anvertraut, der sich im Dezember 1814 zur Komposition entschloss. Auf ungeklärte Weise gelangte es jedoch in die Hände von Fuß, dessen Romulus und Remus erstmals am 9. September 1816 in Wien zur Aufführung gelangte.
Fuß komponierte in den meisten Gattungen, in denen Komponisten seinerzeit tätig waren, allerdings war er lediglich als Vokalkomponist, insbesondere von Liedern, bei seinen Zeitgenossen sehr angesehen.